# Syd van der Vyver
Syd van der Vyver (* 1. Juni 1920 in Pennington; † 20. August 1989 ebenda) war ein südafrikanischer Motorrad- und Automobilrennfahrer. Er war 1960 der erste Gewinner der neu ausgeschriebenen südafrikanischen Formel-1-Meisterschaft. Van der Vyver meldete sich zu einem Lauf der Formel-1-Weltmeisterschaft, trat aber infolge technischer Defekte nicht an.

## Leben

### Speedwayrennen
Van der Vyver nahm als Mechaniker in der Royal Navy am Zweiten Weltkrieg teil. Nach Kriegsende begann sein Motorsportengagement. Bis in die frühen 1950er-Jahre hinein bestritt er Sandbahnrennen und erwarb sich dabei den Ruf eines harten Fahrers. Bei seinen Rennen trug er mehrfach Lederkombinationen, die mit einem Skelett bemalt waren.

### Kleinere Automobilsportklassen
1955 wechselte van der Vyver zum Automobilsport. In erster Linie bestritt er Rennen in der 500er-Klasse, einer Serie, die kleine Rennwagen mit 0,5 Litern Hubraum einsetzte und als Vorläufer der Formel Junior bzw. der Formel 3 gilt. Van der Vyver fuhr zunächst Autos, die in Südafrika konstruiert worden waren (sogenannte „Specials“); später setzte er ältere, gebraucht gekaufte Wagen von Cooper oder BRM ein, die mit Motorradmotoren von Norton oder J.A.P. ausgerüstet waren. Außerdem fuhr van der Vyver zahlreiche Bergrennen.

### Formel 1
Ab 1960 engagierte sich van der Vyver in der neu formierten Südafrikanischen Formel-1-Meisterschaft, einer Serie, die die als Formule Libre gefasste Südafrikanische Fahrermeisterschaft (South African Drivers Championship) ablöste. Van der Vyver setzte in diesem Jahr einen älteren Cooper T43 ein, den er von Doug Serrurier übernommen hatte und der von einem 1,5 Liter großen Alfa-Romeo-Motor angetrieben wurde. Die Kraftübertragung erfolgte über ein sequentielles Getriebe, das 1958 von der Firma Jackson Cars in Durban eigens für van der Vyver angefertigt worden war. Van der Vyvers Mechaniker war zu dieser Zeit Peter de Klerk, der einige Jahre später mit einem selbst konstruierten „Special“ seinerseits als Fahrer an der Meisterschaft teilnahm. Van der Vyver gewann in der ersten Saison dieser Serie den Meistertitel. 1961 wiederholte er seinen Erfolg in einem Lotus 18, der ebenfalls von einem Alfa-Romeo-Motor angetrieben wurde.
Für die südafrikanische Formel-1-Meisterschaft des Jahres 1962 meldete van der Vyver einen Lotus 21. Mit diesem nach wie vor von einem Alfa-Romeo-Motor angetriebenen Auto konnte van der Vyver nichts gegen seinen Konkurrenten Ernest Pieterse ausrichten, der den zuvor von Jim Clark gefahrenen Lotus 21 mit Climax-Motor einsetzte. Pieterse gewann die Meisterschaft des Jahres 1962.
Im Herbst 1962 übernahm van der Vyver den Lotus 24-Climax, den Jack Brabham in den ersten Rennen der Formel-1-Weltmeisterschaft 1962 für sein eigenes Team eingesetzt hatte. Van der Vyver meldete das Auto erstmals zum Rand Grand Prix, der am 15. Dezember 1962 stattfand. Er qualifizierte sich als Schnellster der einheimischen Fahrer, schied aber im Rennen infolge einer defekten Kupplung aus. Bei dem eine Woche später ausgetragenen Natal Grand Prix lag van der Vyver lange an dritter Stelle, kam aber infolge eines Fahrfehlers von der Strecke ab und beschädigte das Auto schwer.
Für den Großen Preis von Südafrika, ein zur Formel-1-Weltmeisterschaft zählendes Rennen, das in der letzten Dezemberwoche 1962 durchgeführt wurde, lag ebenfalls eine Meldung van der Vyvers vor. Es gelang ihm jedoch nicht, seinen Lotus innerhalb der wenigen verbleibenden Tage wiederherzustellen. Van der Vyver trat daher nicht zum Großen Preis von Südafrika an. Eine weitere Meldung van der Vyvers zu einem Formel-1-Weltmeisterschaftslauf gab es nicht.
Syd van der Vyver reparierte den Lotus 24 in den ersten Monaten des Jahres 1963 und nahm in der Folgezeit an einigen weiteren südafrikanischen Rennen statt. 1963 wurde das Auto durch ein Feuer zerstört. Daraufhin beendete van der Vyver seine Rennfahrerkarriere. Er gründete in Durban eine Rennfahrerschule. Später beschäftigte er sich mit der Restauration von Oldtimern.

## Rennergebnisse Formel-1-Weltmeisterschaft
| Saison | Chassis               | 1 | 2 | 3 | 4 | 5 | 6 | 7 | 8 | 9   | Punkte | Rang |
| ------ | --------------------- | - | - | - | - | - | - | - | - | --- | ------ | ---- |
| 1962   |                       |   |   |   |   |   |   |   |   |     | 0      | —    |
| 1962   | Cooper T43-Alfa Romeo |   |   |   |   |   |   |   |   | DNA | 0      | —    |